# Kablesjkovo (Kardzjali)
Kablesjkovo (Bulgaars: Каблешково) is een dorp in Bulgarije. Het dorp is gelegen in de gemeente Tsjernootsjene, oblast Kardzjali. Het dorp ligt 10 km ten noorden van Kardzjali en 197 km ten zuidoosten van de hoofdstad Sofia. 

## Bevolking
Op 31 december 2020 werden er 209 inwoners in het dorp Kablesjkovo geregistreerd door het Nationaal Statistisch Instituut van Bulgarije.
In het dorp wonen nagenoeg uitsluitend Bulgaarse Turken. In de volkstelling van 2011 identificeerden 200 van de 201 ondervraagden zichzelf met de "Turkse etniciteit".
| Etnische samenstelling van de respondenten (2011) | Etnische samenstelling van de respondenten (2011) | Etnische samenstelling van de respondenten (2011) | Etnische samenstelling van de respondenten (2011) | Etnische samenstelling van de respondenten (2011) |
| ------------------------------------------------- | ------------------------------------------------- | ------------------------------------------------- | ------------------------------------------------- | ------------------------------------------------- |
|                                                   |                                                   |                                                   |                                                   |                                                   |
| Bulgaren                                          | Bulgaren                                          |                                                   | 0,0%                                              | 0,0%                                              |
| Turken                                            | Turken                                            |                                                   | 99,5%                                             | 99,5%                                             |
| Roma                                              | Roma                                              |                                                   | 0,0%                                              | 0,0%                                              |
| Anders/Onbekend                                   | Anders/Onbekend                                   |                                                   | 0,5%                                              | 0,5%                                              |

Van de 204 inwoners die in februari 2011 werden geregistreerd, waren er 33 tussen de 0-14 jaar oud (16,2%), 138 inwoners waren tussen de 15-64 jaar oud (67,6%) en 33 inwoners waren 65 jaar of ouder (16,2%).